# Édgar Rentería
Edgar Enrique Herazo Rentería (Barranquilla, 7 agosto 1975) è un giocatore di baseball colombiano, soprannominato The Barranquilla Baby.

## Carriera
Rentería nel 1992 è stato messo sotto contratto dai Florida Marlins.
Ha giocato nella Major League Baseball (MLB) per 16 anni, dove ha vinto il premio come miglior giocatore delle finali World Series nel 2010 con i San Francisco Giants.
In carriera ha vinto anche 2 Guanti d'oro nel 2002 e nel 2003, 3 Silver Slugger Award ed è stato convocato 5 volte all'All-Star Game.
A livello di squadra ha vinto 2 World Series nel 1997 con i Florida Marlins e nel 2010 con i San Francisco Giants; in quest'ultima occasione è stato premiato come MVP delle World Series.
Nel 2012 ha disputato le qualificazioni al World Baseball Classic 2013 con la nazionale di baseball della Colombia.

## Premi
- 2 Guanti d'oro (2002–03)
- 3 Silver Slugger Award(2000-2002-2003)
- 5 convocazioni all'All-Star Game (1998, 2000, 2003, 2004, 2006)
- 2 volte campione alle World Series (1997, 2010)
- MVP delle World Series (2010)